# Lány 100 méteres pillangóúszás a 2010. évi nyári ifjúsági olimpiai játékokon
A 2010. évi nyári ifjúsági olimpiai játékokon az úszás lány 100 méteres pillangóúszás versenyszámát augusztus 19. és augusztus 20. között rendezték meg a Singapore Sports Schoolban.

## Előfutamok

### 1. Futam
| H  | P | Név                  | Nemzet      | Idő     | Mj |
| -- | - | -------------------- | ----------- | ------- | -- |
| 1. | 3 | Erika Torrellas      | Venezuela   | 1:01.72 | Q  |
| 2. | 4 | Katarina Listopadova | Szlovákia   | 1:02.12 | Q  |
| 3. | 5 | So Lizar             | Puerto Rico | 1:03.90 |    |

### 2. Futam
| H  | P | Név                   | Nemzet             | Idő     | Mj  |
| -- | - | --------------------- | ------------------ | ------- | --- |
| 1. | 4 | Eleanoe Faulkner      | Nagy-Britannia     | 1:05.78 |     |
| 2. | 3 | Khadeja Phillip       | Trinidad és Tobago | 1:06.35 |     |
| 3. | 6 | Lara Butler           | Kajmán-szigetek    | 1:07.59 |     |
| 4. | 5 | Gessica Stagno        | Mozambik           | 1:10.46 |     |
| 5. | 2 | Sonie Akter           | Banglades          | 1:14.52 |     |
| 6. | 7 | Surennyam Erdenebileg | Mongólia           |         | DSQ |

### 3. Futam
| H  | P | Név                 | Nemzet         | Idő     | Mj |
| -- | - | ------------------- | -------------- | ------- | -- |
| 1. | 4 | Rachael Kelly       | Nagy-Britannia | 1:01.30 | Q  |
| 2. | 3 | Katja Hajdinjak     | Szlovénia      | 1:02.06 | Q  |
| 3. | 8 | Patarawadee Kittiya | Thaiföld       | 1:02.60 |    |
| 4. | 2 | Danielle Villars    | Svájc          | 1:02.80 |    |
| 5. | 5 | Anna Schegoleva     | Ciprus         | 1:02.92 |    |
| 6. | 6 | Bruna Rocha         | Brazília       | 1:03.07 |    |
| 7. | 7 | Ambrus Diána        | Magyarország   | 1:04.14 |    |
| 8. | 1 | Bryndis Run Hansen  | Izland         | 1:05.56 |    |

### 4. Futam
| H  | P | Név                | Nemzet        | Idő     | Mj |
| -- | - | ------------------ | ------------- | ------- | -- |
| 1. | 3 | Judit Ignacio      | Spanyolország | 1:00.93 | Q  |
| 2. | 4 | Liu Lan            | Kína          | 1:01.24 | Q  |
| 3. | 7 | Lovisa Eriksson    | Svédország    | 1:01.24 | Q  |
| 4. | 6 | Alessia Polieri    | Olaszország   | 1:01.49 | Q  |
| 5. | 5 | Anna Marti         | Spanyolország | 1:02.12 | Q  |
| 6. | 2 | Noora Laukkanen    | Finnország    | 1:02.30 | Q  |
| 7. | 8 | Katarina Simonovic | Szerbia       | 1:05.49 |    |
| 8. | 1 | Arhatha Magavi     | India         | 1:09.35 |    |

### 5. Futam
| H  | P | Név                  | Nemzet         | Idő     | Mj |
| -- | - | -------------------- | -------------- | ------- | -- |
| 1. | 6 | Lindsay Delmar       | Kanada         | 1:00.69 | Q  |
| 2. | 3 | Elena di Liddo       | Olaszország    | 1:00.98 | Q  |
| 3. | 2 | Kristina Kochetkova  | Oroszország    | 1:01.08 | Q  |
| 4. | 8 | Thi Kim Tuyen Nguyen | Vietnám        | 1:01.40 | Q  |
| 5. | 4 | Lena Kalla           | Németország    | 1:01.71 | Q  |
| 6. | 5 | Zoe Johnson          | Ausztrália     | 1:02.31 | Q  |
| 7. | 7 | Mayuko Okada         | Japán          | 1:03.75 |    |
| 8. | 8 | Jasmine Alkhaldi     | Fülöp-szigetek | 1:04.41 |    |

## Elődöntő

### 1. Futam
| H  | P | Név                  | Nemzet         | Idő     | Mj  |
| -- | - | -------------------- | -------------- | ------- | --- |
| 1. | 4 | Judit Ignacio        | Spanyolország  | 1:00.87 | Q   |
| 2. | 5 | Kristina Kochetkova  | Oroszország    | 1:00.99 | Q   |
| 3. | 7 | Katarina Listopadova | Szlovákia      | 1:01.27 | Q   |
| 4. | 3 | Rachael Kelly        | Nagy-Britannia | 1:01.30 | Q   |
| 5. | 6 | Alessia Polieri      | Olaszország    | 1:01.44 |     |
| 6. | 2 | Erika Torrellas      | Venezuela      | 1:01.78 |     |
| 7. | 1 | Noora Laukkanen      | Finnország     | 1:02.33 |     |
|    | 8 | Patarawadee Kittiya  | Thaiföld       |         | DNS |

### 2. Futam
| H  | P | Név                  | Nemzet        | Idő     | Mj |
| -- | - | -------------------- | ------------- | ------- | -- |
| 1. | 3 | Liu Lan              | Kína          | 1:00.28 | Q  |
| 2. | 4 | Lindsay Delmar       | Kanada        | 1:00.62 | Q  |
| 3. | 5 | Elena di Liddo       | Olaszország   | 1:00.95 | Q  |
| 4. | 1 | Anna Marti           | Spanyolország | 1:01.41 | Q  |
| 5. | 7 | Katja Hajdinjak      | Szlovénia     | 1:01.50 |    |
| 6. | 6 | Thi Kim Tuyen Nguyen | Vietnám       | 1:01.56 |    |
| 7. | 2 | Lena Kalla           | Németország   | 1:01.94 |    |
| 8. | 8 | Zoe Johnson          | Ausztrália    | 1:02.24 |    |

## Döntő
| H     | P | Név                  | Nemzet         | Idő     | Mj  |
| ----- | - | -------------------- | -------------- | ------- | --- |
| Arany | 4 | Liu Lan              | Kína           | 59.67   |     |
| Ezüst | 3 | Judit Ignacio        | Spanyolország  | 1:00.07 |     |
| Bronz | 1 | Rachael Kelly        | Nagy-Britannia | 1:00.26 |     |
| 4.    | 7 | Katarina Listopadova | Szlovákia      | 1:00.35 |     |
| 5.    | 5 | Lindsay Delmar       | Kanada         | 1:00.37 |     |
| 6.    | 2 | Kristina Kochetkova  | Oroszország    | 1:01.04 |     |
| 7.    | 8 | Anna Marti           | Spanyolország  | 1:01.38 |     |
|       | 6 | Elena di Liddo       | Olaszország    |         | DSQ |

## Fordítás
Ez a szócikk részben vagy egészben  a   Swimming at the 2010 Summer Youth Olympics – Girls' 100 metre butterfly című angol Wikipédia-szócikk fordításán alapul.  Az eredeti cikk szerkesztőit annak laptörténete sorolja fel. Ez a jelzés csupán a megfogalmazás eredetét és a szerzői jogokat jelzi, nem szolgál a cikkben szereplő információk forrásmegjelöléseként.